# Unitarier – Religionsgemeinschaft freien Glaubens
Die Unitarier – Religionsgemeinschaft freien Glaubens (von lateinisch unitas „Einheit“) sind eine Religionsgemeinschaft des Unitarismus in Deutschland, die historisch den freireligiösen Gemeinschaften zugeordnet wird. Die Gemeinschaft hat etwa 500 Mitglieder. Bis 2015 führte sie den Namen Deutsche Unitarier Religionsgemeinschaft.

## Inhalte
Die Unitarier – Religionsgemeinschaft freien Glaubens sind nach ihrem Selbstverständnis eine freiheitliche, nicht-christliche, pantheistische, humanistische Religionsgemeinschaft in der Tradition der Religionsauffassung der Aufklärung, in der auch die freireligiösen Gemeinden stehen.
Sie besitzen kein religiöses Dogma und sind deshalb eine freie Religionsgemeinschaft. Es gibt aber Grundgedanken der Gemeinschaft, die dem Einzelnen als Interpretationsmöglichkeit angeboten werden.
Zentrale Grundsätze sind der Glaube an die Einheit allen Seins, das vom Wesen des Göttlichen durchdrungen ist, und der Glaube an die menschliche Vernunft. Außenstehende meinen oft, die Deutschen Unitarier würden als Gegenstück zu den christlichen Leitbildern von „Glaube, Liebe, Hoffnung“ lediglich „Freiheit, Vernunft, Toleranz“ einsetzen. Unitarier geben demhingegen an, dass sie an ein zusammenhangstiftendes Weltprinzip glauben, das sie oft als das Göttliche bezeichnen. Dieses überall wirksame Zusammenhangstiftende ist ein profaner Ausdruck für eine allumfassende Liebe, an die die Unitarier glauben und auf deren Wirksamkeit sie all ihre Hoffnung stützen.
Die Unitarier – Religionsgemeinschaft freien Glaubens sehen sich im Gegensatz zu anderen unitarischen Religionsgemeinschaften, die entweder noch einen christlich-antitrinitarischen Glauben praktizieren oder ihren Mitgliedern einen solchen Glauben als Möglichkeit einräumen, als völlig losgelöst vom Christentum; sie erkennen jedoch den historischen Ursprung aus dem antitrinitarischen Christentum an.
Religiosität wird als dem Menschen angeborene Sinnstiftungsfähigkeit angesehen, durch die er sein Leben mit Sinn erfüllen kann und durch die er freiheitlicher, toleranter und liebesfähiger wird. Die Interpretation der Welt bleibt dabei unbedingt dem Einzelnen überlassen. Damit wird auch die Verantwortung für das eigene Handeln und Unterlassen vom Menschen als unverzichtbar eingefordert.
Gemeinsame unitarische Glaubensaussagen werden in Form von „Grundgedanken“ in unregelmäßigen Abständen durch Konsens innerhalb der Gemeinschaft den sich wandelnden Überzeugungen der Mitglieder und womöglich auch den Erkenntnissen der Zeit angepasst und schließlich auf einer Hauptversammlung beschlossen. Die Grundgedanken der Deutschen Unitarier sind damit das erste historische Beispiel für eine Religionsgemeinschaft, die auf den religiösen Überzeugungen der einzelnen Mitglieder gegründet ist und deren gemeinsame Glaubensaussagen basisdemokratisch festgestellt werden, wobei diese nur dann verbindlichen Charakter haben, wenn sich ein Unitarier über die Unitarier allgemein äußert.

## Veranstaltungen
Unitarier halten Feierstunden anstelle von Gottesdiensten. Diese Feierstunden werden beispielsweise als „Stunde der Besinnung“ oder Morgenfeier bezeichnet. Da die Traditionen in den Gemeinden und der Stil der Vortragenden unterschiedlich sind, weisen unitarische Feierstunden keinen starren Ablauf auf. Neben den regionalen Angeboten der Gemeinden wie Gesprächskreise, soziale Aktivitäten, Vorträge und die Feierstunden existieren überregionale Treffen wie der jedes zweite Jahr stattfindende Unitariertag und Seminare. Die Feierstunden im Lebenslauf und im Jahreskreis sind Unitariern besonders wichtig.

## Geschichte
Die deutschen Unitarier haben sich aus dem Christentum und organisatorisch aus den Freiprotestanten heraus entwickelt, die sich ursprünglich noch als Christen empfanden. 1876 gründete sich in Rheinhessen die Religionsgemeinschaft Freier Protestanten als unabhängiger Verein aus Protest gegen Änderungen der landeskirchlichen Verfassung. Am Anfang des 20. Jahrhunderts tauchte die Bezeichnung deutsch-unitarisch erstmals auf. Aufgrund der Ausweitungsbestrebungen der Gemeinschaft auf ganz Deutschland nach dem Ende des Zweiten Weltkriegs stießen neue Mitglieder aus verschiedenen kirchenfernen Kreisen, insbesondere aus der ehemaligen Deutschen Glaubensbewegung, zu den Freien Protestanten. Nach der Umbenennung in „Deutsche Unitarier“ 1950 kam es in den folgenden vier Dekaden wiederholt zu internen Richtungskämpfen, aus denen die pantheistisch-humanistisch gesinnte Mehrheit in den 1990er Jahren gestärkt hervorging, während anders orientierte Mitgliedergruppen die Gemeinschaft verließen. Ab 1990 verstärkte die Gemeinschaft ihr Engagement für gesellschaftspolitische und soziale Belange in Deutschland und Europa.

### Vorgeschichte (1876 bis 1945)

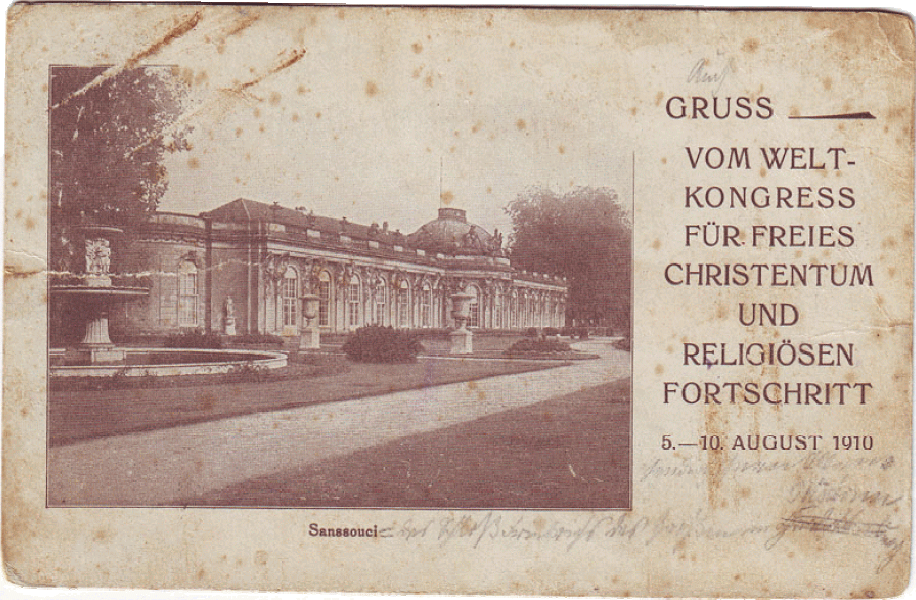
Postkarte vom Weltkongress für freies Christentum und Religiösen Fortschritt

1876 wurde in Rheinhessen die „Religionsgemeinschaft Freier Protestanten“ gegründet. Die Gründung erfolgte im Zuge der Auswirkung einer neuen Kirchenverfassung der Hessischen Landeskirche, mit der Kirchensteuern eingeführt wurden. Die Kirchensteuer sollte die Kirche unabhängig machen, führte jedoch zu einem Proteststurm der rheinhessischen Gemeinden, wobei die Ablehnung damit begründet wurde, dass Geldopfer freiwillig, aus Liebe, gegeben werden müssten. Es gab zahlreiche Protestversammlungen im ganzen Land, die in einer Austrittswelle mündeten.
Der Pfarrer Balthasar Matty, der bereits eine wichtige Rolle in den Märztagen der Revolution von 1848 spielte und damals für die Einführung der Republik eintrat, übernahm die Führung und erreichte die Bildung einer Organisationsstruktur. Das von ihm entworfene Bekenntnis war noch christlich-trinitarisch geprägt. 1878 umfassten die Freiprotestanten 4779 Mitglieder.
Im Jahr 1909 wurde Rudolf Walbaum (1869–1948) Pfarrer der freiprotestantischen Religionsgemeinschaft in Rheinhessen. Er war nach dem Studium der Theologie zunächst seit 1897 Pastor der lutherischen Landeskirche in Hannover, wurde aber wegen liberaler Äußerungen gemaßregelt und 1900 in eine Landgemeinde im Harz versetzt. Nachdem er ab 1901 in den Dienst der evangelischen Bewegung Österreichs und Böhmens trat und Pfarrer in Wiener Neustadt und Haida war, fand er schließlich zu den rheinhessischen Freiprotestanten und übernahm 1909 die Pfarrstelle in Alzey; seit 1912 war er auch Prediger der Freireligiösen Gemeinde Worms. Auf einem Kongress liberaler Theologen des Weltkongresses für freies Christentum und religiösen Fortschritt 1910 in Berlin fand er Kontakt zu amerikanischen Unitariern. Walbaum gab 1911 den Freiprotestanten den Beinamen „Deutsche Unitarier“, und ihre Zeitschrift „Der Freiprotestant“, die Walbaum ab 1911 herausgab, erhielt den Untertitel Deutsch-unitarische Blätter. Walbaums Aktivität für den Unitarismus regte auch Clemens Taesler, Prediger der Freireligiösen Gemeinde Görlitz, an, sich seit 1915 zum Unitarismus zu bekennen und für dessen Verbreitung zu sorgen. Seit Oktober 1918 war Taesler Pfarrer der freireligiösen Gemeinde in Frankfurt, die sich durch seinen Einfluss seit 1926 offiziell zum Unitarismus bekannte und sich in Unitarische freireligiöse Gemeinde umbenannte. 1927 gründeten Walbaum und Taesler den Deutschen Unitarierbund. Vor 1933 schloss sich Walbaum dem Bund der Köngener von Wilhelm Hauer an und war aktiv an den Vorbereitungen zur Gründung der Arbeitsgemeinschaft Deutsche Glaubensbewegung beteiligt. Um einem Verbot durch die Nationalsozialisten auszuweichen, vereinigte sich der Deutsche Unitarierbund 1934 mit den noch bestehenden freireligiösen Gemeinden des Verbands Freireligiöser Gemeinden Deutschlands zur Freien Religionsgemeinschaft Deutschlands. 1935 wurde der Deutsche Unitarierbund aufgrund seiner internationalen Verbindungen aufgelöst. Zu den führenden Persönlichkeiten der Freien Religionsgemeinschaft gehörten neben Georg Pick (Mainz), Karl Weiß (Mannheim), Max Gehrmann (Offenbach) auch Rudolf Walbaum und Clemens Taesler. In der Freien Religionsgemeinschaft Deutschlands konnten Walbaum und Taesler bis zum Ende des Krieges ungehindert weiterarbeiten.
Unter der Führung Walbaums fand nicht nur die Abkehr vom trinitarischen Christentum statt, sondern generell die Abkehr von einem verbindlichen Glaubensbekenntnis. An dessen Stelle trat die „vollständige geistige Freiheit in religiöser Hinsicht statt Gebundensein an Glaubensbekenntnisse oder Konfessionen“. Es wurde der Gebrauch der Vernunft in religiöser Hinsicht sowie „weitgehende Toleranz gegenüber den verschiedenen religiösen Ansichten und Bräuchen“ postuliert. Walbaum war über 40 Jahre die maßgebliche Persönlichkeit der rheinhessischen Freiprotestanten und der Deutschen Unitarier.
Zu Beginn des NS-Regimes verloren die Deutschen Unitarier Mitglieder. Die Mitgliederzahl reduzierte sich auf etwa 1500.

### Neuorganisation nach 1945
Nach 1945 konstituierten sich die freiprotestantischen Gemeinden neu, die durch Neumitglieder verstärkt wurden. Die rheinhessische Urgemeinschaft umfasste 15 Gemeinden mit zusammen etwa 1000 Mitgliedern. Insbesondere in der britischen und der amerikanischen Zone erhielten sie Unterstützung, weil die Besatzungstruppen aus ihren eigenen Ländern Unitarier kannten. Die Religionsgemeinschaft öffnete sich all denen, die religiös heimatlos geworden waren, so dass den Gemeinden viele Neumitglieder beitraten. Es wurden auch zahlreiche neue Gemeinden außerhalb des traditionellen Verbreitungsgebietes der Freiprotestanten in Rheinhessen gegründet.
Zwischen 1945 und 1947 leitete Walbaum entscheidende Schritte zur Ausweitung seines bisher auf Rheinhessen beschränkten Wirkungskreises ein, was ab 1947 zu zahlreichen Gemeindegründungen führte. Mit diesem Werk öffnete Walbaum die Gemeinschaft für Anhänger völkisch orientierter Gruppen, wodurch sie weithin die Ideologie der deutschgläubigen Bewegungen aufnahm. Der Deutschen Unitarier Religionsgemeinschaft gelang es, „nicht wenigen Mitgliedern“ der Deutschen Glaubensbewegung von Jakob Wilhelm Hauer und anderen „Gottgläubigen“ eine religiöse Heimat zu bieten. Hauer selbst, so Wilhelm Kusserow, „arbeitete zunächst bei den Unitariern mit und gründete dann die ‚Freie Akademie‘ zusammen mit anderen.“
Besonders in Flüchtlings- und Gefangenenlagern leistete Rudolf Walbaum intensive Aufbauarbeit. In dem von Amerikanern für nationalsozialistische Funktionäre eingerichteten Internierungslager Hohenasperg traf Walbaum auf Herbert Böhme, der nach seinem Beitritt zu den Unitariern im Juni 1947 eine unitarische Lagergruppe gründete. Herbert Böhme wurde eine der dominierenden Gestalten der ersten Jahre. Die von ihm und seinen Mitstreitern stark nationalistisch und nationalpolitisch gefärbten Auffassungen führten jedoch zu internen Spannungen. Im Jahr 1947 gründete Roelof de Jong-Posthumus die Deutsche Unitarische Jugend. Im September 1947 organisierten Walbaum und Böhme ein Treffen auf dem Klüt bei Hameln, um eine Neustrukturierung der Gesamtorganisation zu besprechen. Hier konstituierte sich der sogenannte Klüt-Kreis, an dem Walbaum Herbert Böhme zum Ersten Sprecher bestimmte. Walbaum starb 1948, worauf die Religionsgemeinschaft auseinanderzubrechen drohte. Das wurde durch die Einigung auf der Generalversammlung am 19. September 1948 in Eppelsheim durch die einstimmig angenommene „Eppelsheimer Formel“ verhindert.
Am 8. Oktober 1949 beteiligen sich die Deutschen Unitarier an der Gründung des Dachverbandes Deutscher Volksbund für Geistesfreiheit, dem bei der Gründung sehr unterschiedliche Organisationen der freireligiösen, freigeistigen und freidenkerischen Bewegung angehörten. Neben den Deutschen Unitariern wurden der Bund freireligiöser Gemeinden Deutschlands, der Deutsche Freidenkerverband, der Deutsche Monistenbund und einige kleinere Verbände Mitglieder des Dachverbandes. Aufgrund der beträchtlichen Spannweite und Heterogenität der angehörenden Organisationen kam es immer wieder zu Aus- und Eintritten.
1950 wurde bei der Ersten Hauptversammlung der Deutschen Unitarier nach Gründung der Bundesrepublik Deutschland in Hameln eine neue Satzung angenommen und der Name der Religionsgemeinschaft in Deutsche Unitarier Religionsgemeinschaft geändert, die sich jedoch weiterhin in der Tradition der „freien Protestanten“ sah. Erster Vorsitzender („Präsident“) wurde Karlheinz Küthe und Erster Sprecher Herbert Böhme. Eberhard Achterberg übernahm für 14 Jahre die Redaktion der Zeitschrift der Religionsgemeinschaft, die bis 1977 unter dem Titel Glaube und Tat und ab 1978 als Unitarische Blätter erschien.
Der Zustrom neuer Mitglieder – die Mitgliederzahl wuchs auf 6000 an – führte dazu, dass die traditionellen „Freien Protestanten“ in eine minoritäre Lage gerieten. Es bestand weiterhin ein Gegensatz zwischen der pantheistischen, unitarischen Ausrichtung zahlreicher Neumitglieder und der traditionellen „freiprotestantischen“ Orientierung der Altmitglieder. Hinzu kamen persönliche Konflikte, ebenfalls zwischen Neu- und Altmitgliedern, aber auch zwischen Friedrich Schöll und Herbert Böhme. Es kam immer wieder zu Austritten von Mitgliedern der Freien Protestanten, die sich meist freireligiösen Gemeinden anschlossen. Außerdem brach 1949 der Kontakt zu den Gemeinden in der sowjetisch besetzten Zone ab. 1954 traten die freiprotestantischen „Urgemeinden“ aus, die sich als Unitarische Religionsgemeinschaft Freie Protestanten KdöR konstituierten. Böhme musste 1954 aufgrund innerer Widerstände seine Leitungsfunktion des „Klütkreises“ niederlegen.
Nach dem Rückzug Böhmes als Erster Sprecher wurde der „Klütkreis“ durch den „Geistigen Rat“ abgelöst, dessen Leitung Friedrich Schöll (1874–1967), Widerpart Böhmes, übernahm. Schöll gehörte früher zur völkischen Bewegung, war Mitglied von Hauers Deutscher Glaubensbewegung und NSDAP-Mitglied. Von 1971 bis 1977 war der ehemalige NS-Funktionär und Kriegsverbrecher Friedrich Ehrlicher Präsident.
1989 spaltete sich der völkisch ausgerichtete „Bund Deutscher Unitarier, Religionsgemeinschaft europäischen Geistes“ um Sigrid Hunke von den Deutschen Unitariern ab; er zählte 1997 rund 300 Mitglieder. Anfang der 1990er Jahre bezeichnete Vorstandsmitglied Horst Prem Hunkes literarisches Werk noch als „wesentlichen Blickpunkt“ für die Deutschen Unitarier. Nach der Abspaltung des Bundes Deutscher Unitarier gewannen jedoch „progressive“ Tendenzen bei den Deutschen Unitariern endgültig die Oberhand, was sich bis in Veröffentlichungen ausdrückt. So charakterisierte der Unitarier Beinhauer im Jahr 2000 Bücher von Hunke als „polarisierend“ und stellte fest, dass ihre Sichtweise „überwiegend auf Ablehnung“ bei den Unitariern träfen. Weiterhin vermisste er u. a. das Bekenntnis zur Freiheit der persönlichen Auffassung, die Ablehnung von Glaubens- und Gewissenszwang und die Erklärung der Toleranz.
Durch Beschluss der Hauptversammlung 2015 in Worms trägt die Gemeinschaft künftig den Namen Unitarier – Religionsgemeinschaft freien Glaubens.

## Rechtlich selbständige Einrichtungen
Im September 1954 gab es einen Aufruf an die Gemeinden der Deutsche Unitarier Religionsgemeinschaft zur „Schaffung einer gemeinsamen Jugendorganisation“, die den Namen Deutsche Jungunitarier führen sollte. Darin sollten die in den Gemeinden bestehenden Jugendgruppen zusammengeführt werden. Pfingsten 1956 kam es zu „schwierigen Auseinandersetzungen um die Gestaltung des werdenden Bundes … Die eine Seite machte sich für eine straffe Jugendorganisation stark. Diese Gemeindejugend sollte streng kontrolliert werden, um sich unter dem starken Einfluß der Religionsgemeinschaft gezielt zu entwickeln. … Die andere Seite engagierte sich für die Gründung eines unabhängigen Jugendbundes in der Tradition der deutschen Jugendbewegung.“ Das „bündische Selbstverständnis schließt eine enge institutionelle und organisatorische Bindung an die Religionsgemeinschaft Deutsche Unitarier aus, nicht aber eine Zusammenarbeit auf der Basis gemeinsamer unitarischer Grundvorstellungen.“
Die letztere Gruppierung setzte sich schließlich durch: Am 8. August 1956 wurde der Bund deutsch-unitarischer Jugend (BDUJ) ins Vereinsregister Kassel eingetragen. Er ist ein „freier und rechtlich selbständiger Jugendbund, der weder politisch noch religiös-weltanschaulich festgelegt ist“ und der die „freigläubige Jugend sammeln“ will. Der Bund hatte 2013 rund 150 Mitglieder im Alter zwischen 6 und 26 Jahren. Er versteht sich in der Tradition der deutschen Jugendbewegung und hat u. a. an den Meißnertreffen 1963, 1988 und 2013 teilgenommen. Der BDUJ ist Mitglied im Ring junger Bünde e. V. (RjB).
Am 30. April 1970 wurde die gemeinnützige Unitarische Akademie e. V. als Einrichtung zur Bildungsarbeit gegründet. Sie ist Mitglied im Deutschen Paritätischen Wohlfahrtsverband und im Paritätischen Bildungswerk.
Zur Sozial- und Jugendarbeit besteht ein gemeinnütziges Hilfswerk der Deutschen Unitarier e. V., das am 3. Februar 1967 in Hamburg gegründet wurde und ebenfalls Mitglied im Paritätischen Wohlfahrtsverband ist. Das Hilfswerk hat diverse selbständige Unterorganisationen wie etwa das Hilfswerk der Deutschen Unitarier (HDU), Regionalgruppe Kiel e. V.
Die 1980 gegründete Jugend- und Bildungsstätte Klingberg in Ostholstein ist eine weitere rechtlich selbständige Einrichtung. Sie dient als Tagungsstätte; Träger ist das „Jugend- und Familienbildungswerk Klingberg e. V.“.
2006 errichtet die Gemeinschaft die eigenständige Stiftung unitates – Stiftung der Deutschen Unitarier Religionsgemeinschaft e. V. Stiftungszweck ist die Förderung religiöser Toleranz und eines demokratisch orientierten Weltbildes.

## Mitgliedschaften
Die Deutschen Unitarier sind Mitglied im „Dachverband freier Weltanschauungsgemeinschaften (DFW)“, dem u. a. auch der „Bund Freireligiöser Gemeinden Deutschlands K.d.ö.R.“, der „Bund für Geistesfreiheit (bfg) Bayern K.d.ö.R.“ und der „Humanistische Freidenkerbund Brandenburg e. V.“ angehören. Der DFW sieht sich als Vertreter freigeistiger, kirchenfreier Menschen und steht „für Humanismus, Toleranz und Menschenrechte, für ein friedliches Zusammenleben der Menschen unabhängig von ihren religiösen, weltanschaulichen und politischen Anschauungen und für ein ausgewogenes Verhältnis zwischen Mensch und Natur.“ Der DFW ging 1991 aus dem Deutschen Volksbund für Geistesfreiheit (DVfG) hervor, dem die Deutsche Unitarier Religionsgemeinschaft ebenfalls schon angehörte.
Außerdem sind die Deutschen Unitarier Mitglied im Weltbund für religiöse Freiheit (IARF) sowie als einzige der deutschen unitarischen Religionsgemeinschaften im Internationalen Rat der Unitarier und Universalisten (ICUU), der ein Dachverband der meisten unitarischen Religionsgemeinschaften weltweit ist.

## Kontroversen
Im Blickpunkt von Kontroversen um die Deutsche Unitarier Religionsgemeinschaft standen häufig die politische Vergangenheit führender Mitglieder und deren politisches Wirken nach 1945. Bereits nach der Hauptversammlung und Umbenennung in Deutsche Unitarier Religionsgemeinschaft 1950 entwickelte sich ein interner Streit, in dessen Zuge sich die traditionell orientierten Gemeinden abspalteten. Die Urgemeinden machten Herbert Böhme und Karlheinz Küthe für einen „intoleranten und diktatorischen“ Unitarismus verantwortlich, der dazu geführt habe, dass die Religionsgemeinde im Ausland als „neofaschistische Bewegung“ wahrgenommen werde. Ein Tätigkeitsbericht des nordrhein-westfälischen Verfassungsschutzes von 1956 führt als eine der von ihm beobachteten Organisationen unter der Überschrift „Rechtsextremismus in Interessenverbänden, in kulturellen, weltanschaulichen Vereinigungen und Jugendorganisationen …“ u. a. die Deutschen Unitarier auf. Die Streitigkeiten zwischen den Urgemeinden und der Unitarier Religionsgemeinschaft zogen sich noch bis 1957 hin.
In einer 1999 erschienenen Dokumentation der rheinhessischen Freiprotestanten wird bedauert, dass die Deutsche Unitarische Religionsgemeinschaft bis in die allerjüngste Vergangenheit den „historisch falschen und irreführenden Versuch“ unternehme, ihre Existenz aus der Geschichte der rheinhessischen Freiprotestanten heraus zu begründen. Der evangelische Theologe und Religionsgeschichtler Wolfgang Seibert sieht in dem Anschluss der Deutschen Unitarier an die Freien Protestanten dagegen „keineswegs unlautere Motive“ oder gar einen „Missbrauch“ eines „vorhandenen und erprobten organisatorischen Rahmen[s]“. Die „geistige Verwandtschaft“ mit dem Freien Protestantismus, den dessen religiöser Leiter seit 1909, Rudolf Walbaum, repräsentierte, war nach Seibert „so groß, daß es aus inhaltlichen, die ‚religiöse Substanz‘ betreffenden Gründen zu einem ‚Anschluß‘ … kommen konnte“.
Doch auch der Rückzug von Böhme 1954 brachte keine Beruhigung. In der Zeit, als Sigrid Hunke Ehrenvorsitzende und Vizepräsidentin war, wurde die Deutsche Unitarier Religionsgemeinschaft verstärkt in der Öffentlichkeit diskutiert. Erst nach der Abspaltung der völkisch-national orientierten Unitarier um Hunke 1989 begann eine Neuorientierung der Religionsgemeinde. Die Unitarische Gemeinschaft erklärte hierzu, man habe aufgrund interner demokratischer Meinungsbildungsprozesse „frühere Tendenzen rechtsgerichteten Gedankengutes“ isolieren können. Der scheidende Präsident Horst Prem erklärte 1991: „Da wir keine anderen Prinzipien anwenden als die demokratischen, sind Trennungen nicht per Dekret zu verfügen, sondern nur argumentativ durchsetzbar.“
In den 1980er und -90er Jahren wurden einige Prozesse geführt, welche teilweise von der Deutschen Unitarier Religionsgemeinschaft insbesondere mit Hinweis auf die Meinungsfreiheit verloren wurden. In diesen Prozessen ging es beispielsweise um die umstrittene Bezeichnung der Deutschen Unitarier als „Nazi-Sekte“: Eine solche Bezeichnung – so das Gericht in seinem Urteilsleitsatz – „ist im Rahmen einer Presseerklärung als blosse Meinungsäusserung anzusehen. Hierdurch wird die Grenze zur unzulässigen Schmähkritik nicht überschritten.“
In der auf der Hauptversammlung 2011 beschlossenen Kasseler Erklärung bedauerte die Religionsgemeinschaft, dass sich „dieser Prozess bis zum Ende der 1980-er Jahre hingezogen“ hat. In ihrer unitarischen Gemeinschaft sei „kein Platz für antidemokratische, extremistische und neofaschistische Ideologien.“ Im Vorwort zum Abdruck eines Vortrags zur geschichtlichen Aufarbeitung der Gemeinschaftsentwicklung bekennt der Vorstand 2015, dass „wir uns für den Teil der Geschichte unserer Gemeinschaft schämen, der mit völkischem Gedankengut, Intoleranz und einem vermeintlichen Sonderweg ‚völkisch-deutscher‘ Unitarier (‚Deutschunitarier‘) verbunden ist“. Dieses sei der Gemeinschaft Mahnung und Verpflichtung für die Zukunft.

## Zeitschriften
- Unitarische Blätter. Zweimonatszeitschrift – Zeitschrift für ganzheitliche Religion und Kultur der Deutschen Unitarier Religionsgemeinschaft e. V. (ab 1978 – davor hieß die Zeitschrift Glaube und Tat).